# TATA-Box
Die TATA-Box, auch Goldberg-Hogness-Box, ist eine 1978 von Michael L. Goldberg und David S. Hogness gefundene DNA-Sequenz in der Promotorregion eines Gens zur Genregulation der Transkription bei Eukaryoten. Auch in Archaeen findet sich die TATA-Box. In Bakterien gibt es eine vergleichbare Sequenz, die Pribnow-Box genannt wird.

## Allgemeines
Für das Ablesen der DNA und das Erzeugen der RNA (Transkription) muss der in RNA umzusetzende Teil vor der codierenden Sequenz (im Promotor) bestimmte „Markierungen“ aufweisen. Erst dadurch können die notwendigen Proteine für diesen Schritt an die DNA binden. Dies geschieht über die sogenannte TATA-Box. Die Bezeichnung TATA stammt von der Abkürzung für die Basen-Sequenz T(hymin)-A(denin)-T(hymin)-A(denin). Eine Box ist ein in der Molekularbiologie üblicher Begriff für einen definierten, bekannten Bereich, einen in der Regel funktionellen Abschnitt im Genom.

## Ablauf
Die TATA-Box dient als Ausgangspunkt beziehungsweise Startpunkt für die Assemblierung allgemeiner Transkriptionsfaktoren. Transkriptionsfaktoren dienen zur Steuerung der Transkription. 25 Nukleotide abwärts (downstream) liegt der Startpunkt, an dem die RNA-Polymerase mit der Transkription beginnt.
Die Sequenzen der TATA-Box (mehrfach Adenin und Thymin) sind genregulatorisch und dienen als Bindungspunkte für Genregulatorproteine, die wiederum die Geschwindigkeit der Initiation der RNA-Polymerase auf der DNA beeinflussen. Die regulatorischen Sequenzen können entweder in der Nähe des Promoters liegen (upstream) oder hinter dem Gen (downstream).

## Aufbau
Die TATA-Box ist eine DNA-Sequenz in der Promotorregion vieler eukaryotischer Gene mit der Konsensus-Sequenz 5'-TATAAA-3'. Diese Sequenz befindet sich meist 25 bis 30 Basenpaare vor dem Startpunkt der Transkription. An diese Sequenz bindet das sogenannte TATA-Box-Binde-Protein (TBP), welches als einziger Transkriptionsfaktor an die kleine Furche der DNA bindet. Die Bindung des TBP an die TATA-Box ist wichtig für die Ausbildung des Transkriptions-Initiationskomplexes (Transkriptionsfaktoren und RNA-Polymerase).